# Inbox by Gmail
Inbox by Gmail aplikacija je e-pošte koju je razvio Google za platforme Android, iOS i internetske preglednike. Inbox se može preuzeti iz Trgovine Play (Android) i App Store-a (iOS).

## Povijest
Inbox by Google službeno je pokrenut kao beta inačica u listopadu 2014. Za pristup beta usluzi bila je potrebna pozivnica. Od 28. svibnja 2015. pozivnica više nije potrebna, usluga je službeno otvorena za sve s Gmail računom.

## Funkcioniranje
Kada se korisnik prijavi, Google skenira račun e-pošte za važne i slične informacije. Tada prvo predstavlja ono što čini najvažnijim dijelovima e-pošte i grupira slične e-poruke kao "Oznake" koje imaju nazive po vrsti (npr. "Putovanja" ili "Ažuriranja"). Također pretvara fizičke adrese u poveznice Google karata i potvrdne brojeve zračnih linija u ažuriranje stanja leta. Korisnici mogu stvarati prilagođene oznake kao što bi radili filtre na usluzi Gmail, i mogu odrediti vrijeme dana za prikaz oznake. Također mogu organizirati e-poruke brzim radnjama, kao što su prelaženje prstom udesno za arhiviranje poruka ili ulijevo za odgodu e-poruke za neko drugo vrijeme. Ova značajka "odgode" funkcionira slično kao onoj aplikacije Mailbox. Korisnik kože držati prst na zaslonu za pristup skupnim radnjama kao što su arhiviranje, odgađanje ili brisanje e-poruka u serijama. E-poruke se prikazuju kronološki, s najnovijim porukama na vrhu. E-poruke mogu se prikvačiti na vrh zaslona kao podsjetnici popisa zadataka. U donjem desnom kutu zaslona crveni gumb "Nova poruka" prikazuje nedavne kontakte.

## Dojmovi
Recenzenti su pohvalili vizualni dizajn i dizajn proizvoda aplikacije i istaknuli da bi se njime koristili umjesto postojećom aplikacijom Gmaila. David Pierce je za Verge napisao da je dizajn aplikacije lagan za korištenje, brz, "minimalistički i krasan". Istaknuo je da će njegov bogati bijeli prostor uzrokovati probleme za iskusne korisnike i zatražio "kompaktni prikaz". Pri pokretanju aplikacije Pierce je je rekao da mu se više sviđa Inbox na iOS-u nego privržena aplikacija Gmaila i da Inbox pruža "veliki osjećaj e-pošte budućnosti". Sarah Mitroff (CNET) slično je pohvalila Inbox kao Googleovu "novu ubijačku aplikaciju e-pošte i isplanirala buduće korištenje aplikacijom umjesto Gmailom. Dodala je kako je Inbox pratio Googleov materijalni dizajn uveden Android Lollipop verzijom.

## Vanjske poveznice
- Službena mrežna stranica
- Inbox by Google u Trgovini Play (Android)
- Inbox by Google u App Store-u (iOS)